# Golešnica
Golešnica (izvirno srbsko Голешница) je naselje v Srbiji, ki upravno spada pod Občino Aleksinac; slednja pa je del Niškega upravnega okraja.
Leta 2009 je naselje ostalo brez stalnih prebivalcev.

## Demografija
V naselju živijo 4 polnoletni prebivalci, pri čemer je njihova povprečna starost 68,5 let (67,5 pri moških in 69,0 pri ženskah). Naselje ima 3 gospodinjstev, pri čemer je povprečno število članov na gospodinjstvo 1,33.
To naselje je, glede na rezultate popisa iz leta 2002, večinoma srbsko.
|  |

| Demografija | Demografija     | Demografija     |
| Leto        | Št. prebivalcev | Št. prebivalcev |
| ----------- | --------------- | --------------- |
|             |                 |                 |
|             |                 |                 |
|             |                 |                 |
|             |                 |                 |
| 1948        | 190             |                 |
| 1953        | 200             |                 |
| 1961        | 178             |                 |
| 1971        | 104             |                 |
| 1981        | 29              |                 |
| 1991        | 8               | 8               |
| 2002        | 4               | 4               |
|             |                 |                 |

| Etnična sestava po popisu iz leta 2002 | Etnična sestava po popisu iz leta 2002 | Etnična sestava po popisu iz leta 2002 | Etnična sestava po popisu iz leta 2002 | Etnična sestava po popisu iz leta 2002 |
| -------------------------------------- | -------------------------------------- | -------------------------------------- | -------------------------------------- | -------------------------------------- |
| Srbi                                   | Srbi                                   |                                        | 3                                      | 75,0%                                  |
| Neznano                                | Neznano                                |                                        | 1                                      | 25,0%                                  |